# Бордер-Лурон (кантон)
Борде́р-Луро́н (фр. Bordères-Louron, окс. Bordèras de Loron) — кантон во Франции, находится в регионе Юг — Пиренеи, департамент Верхние Пиренеи. Входит в состав округа Баньер-де-Бигор.
Код INSEE кантона — 6506. Всего в кантон Бордер-Лурон входят 15 коммун, из них главной коммуной является Бордер-Лурон.

## Население
Население кантона на 2012 год составляло 1216 человек.
| 1962 | 1968 | 1975 | 1982 | 1990 | 1999 | 2006 | 2012 |
| ---- | ---- | ---- | ---- | ---- | ---- | ---- | ---- |
| 1077 | 1029 | 908  | 977  | 932  | 1031 | 1167 | 1216 |

## Коммуны кантона
| Коммуна                  | Население, чел. (2012) | Почтовый индекс | Код INSEE |
| ------------------------ | ---------------------- | --------------- | --------- |
| Аважан                   | 67                     | 65240           | 65050     |
| Адервьель-Пушерг         | 115                    | 65240           | 65003     |
| Армантёль                | 55                     | 65510           | 65027     |
| Барей                    | 59                     | 65240           | 65064     |
| Бордер-Лурон             | 168                    | 65590           | 65099     |
| Вьель-Лурон              | 80                     | 65240           | 65466     |
| Женос                    | 159                    | 65240           | 65195     |
| Жерм                     | 43                     | 65510           | 65199     |
| Казо-Дебат               | 18                     | 65590           | 65140     |
| Казо-Фрешет-Анеран-Камор | 63                     | 65510           | 65141     |
| Луданвьель               | 237                    | 65510           | 65282     |
| Лудервьель               | 67                     | 65240           | 65283     |
| Монт                     | 41                     | 65510           | 65317     |
| Ри                       | 14                     | 65590           | 65379     |
| Эстарвьель               | 30                     | 65510           | 65171     |